# Moje przeboje
Moje przeboje – album kompilacyjny grupy Wanda i Banda, wydany w 1998 roku nakładem Pomaton EMI i Box Music.

## Lista utworów
1. „Fabryka marzeń” – 3:50
2. „Poczta pantoflowa” – 3:03
3. „Nie będę Julią” – 3:43
4. „Para goni parę” – 3:46
5. „Mamy czas” – 4:33
6. „Cała biała” – 2:43
7. „Siedem życzeń” – 3:52
8. „6.22” – 2:55
9. „Chcę zapomnieć” – 4:07
10. „Proza życia” – 4:51
11. „Chicago nad Wisłą” – 2:55
12. „Kochaj mnie miły” – 3:22
13. „Bilet na dno” – 2:55
14. „Hi-Fi” – 4:42
15. „Stylowe ramy” – 3:31
16. „Dziewczyny zgubią cię” – 3:17
17. „Tylko Tobie ogień” – 4:12
18. „Nikomu niczego” – 5:09

## Twórcy
- Wanda Kwietniewska – śpiew
- Henryk Baran – gitara basowa
- Mieczysław Jurecki – gitara basowa
- Marek Kapłon – perkusja
- Jacek Krzaklewski – gitara
- Mirosław Łączyński – gitara basowa
- Lesław Matecki – gitara
- Wojciech Morawski – perkusja
- Marek Raduli – gitara
- Andrzej Tylec – perkusja

## Wydania
1998 – CD Box Music / Pomaton EMI; 7243 4 94793 4 0
1998 – MC Box Music / Pomaton-EMI; 7243 4 94793 4 0